# Dynamostes audax
Dynamostes audax är en skalbaggsart som beskrevs av Francis Polkinghorne Pascoe 1857. Dynamostes audax ingår i släktet Dynamostes och familjen långhorningar.
Artens utbredningsområde är Nepal. Inga underarter finns listade i Catalogue of Life.